# Fetales Kälberserum

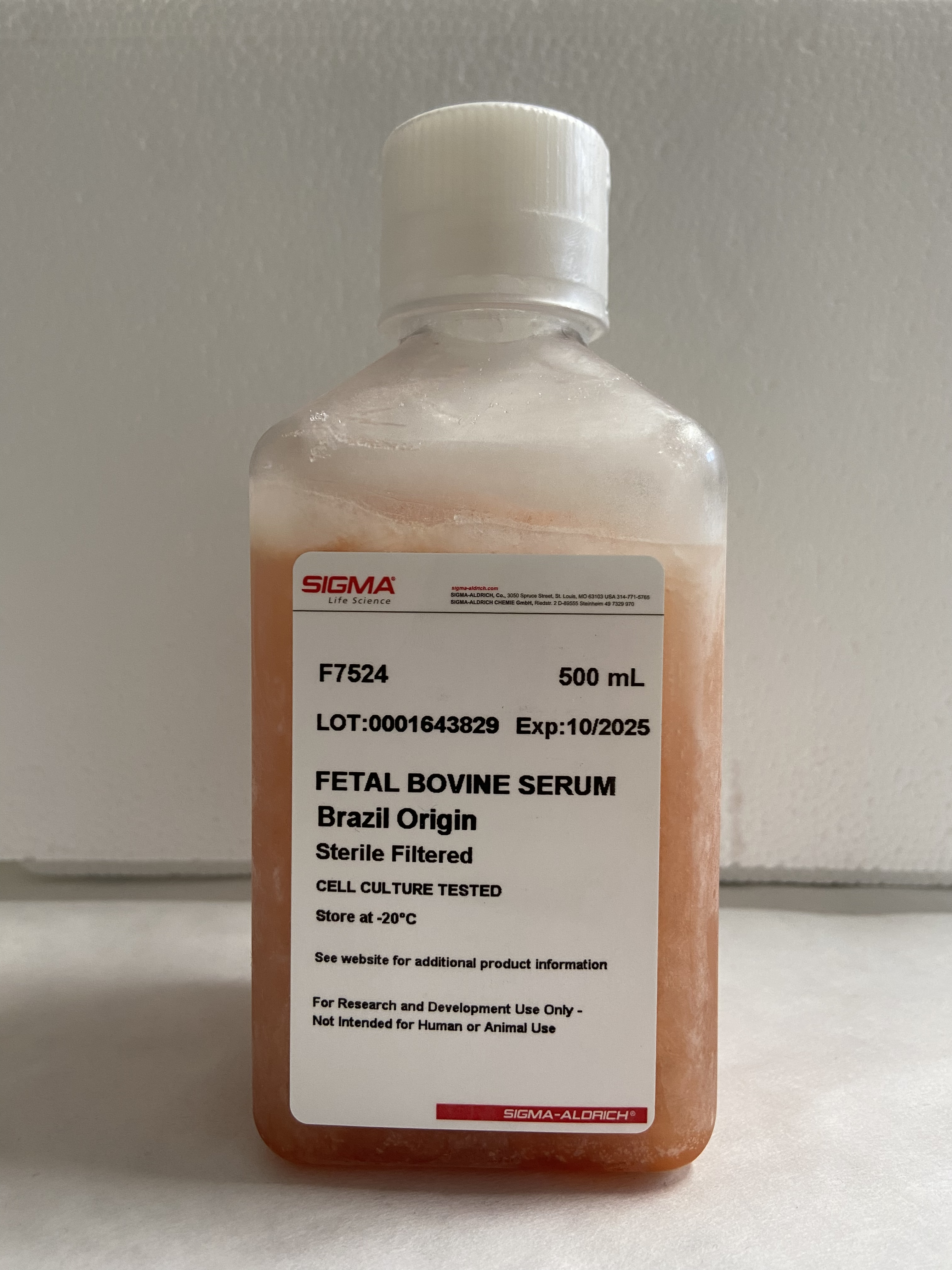
Fetales Kälberserum

Fetales oder Fötales Kälberserum (FKS) wird aus dem Blut von Kuhfeten gewonnen und ist ein Hauptbestandteil vieler Nährmedien, die zur Aufzucht und Kultivierung von Zellen in der Zellkultur benötigt werden. Die Bezeichnung FKS wird jedoch kaum verwendet, üblicher sind die englischen Bezeichnungen fetal bovine serum (FBS), fetal calf serum (FCS) oder newborn calf serum (NCS).

## Einsatzgebiete

### Bestandteil von Nährmedien für die Zellkultur
Fetales Kälberserum enthält eine Vielzahl von Proteinen, von denen heute noch nicht alle bekannt sind. Unter diesen Proteinen befinden sich auch Wachstumsfaktoren, die für das Kultivieren von Zellen in Zellkulturflaschen notwendig sind.

### Zusatz bei der Kryokonservierung (Einfrieren)
Wenn Zellen oder empfindliche Proteine eingefroren werden sollen (Kryokonservierung), wird meist Kälberserum (1 % bis 20 %) zugesetzt, um die Zellen vor Frostschäden zu schützen. Es gibt mittlerweile auch FKS-freie Alternativen.

### Unterbindung enzymatischer Reaktionen
In der Handhabung der Zellkulturen werden häufig Enzyme eingesetzt, hierzu gehört typischerweise das Trypsinieren der Zellen, um sie von der Kulturschale zu lösen. Nach einer Einwirkzeit muss die weitere enzymatische Reaktion unterbunden werden, dies geschieht häufig durch Zugabe von fetalem Kälberserum, da dieses Proteaseinhibitoren, insbesondere α-1-Antitrypsin enthält, dem Enzym aber auch eine große Menge von alternativem Substraten bietet.

## Zusammensetzung
FCS enthält:
- Serumproteine: Albumin, Fetuin, Globuline (z. B. Immunglobuline, IgG), Haptoglobin, Komplementfaktoren, α1-Antitrypsin (Proteaseinhibitor), α2-Makroglobulin (Proteaseinhibitor)
- Transportproteine: Transferrin, Coeruloplasmin, Transcortin, Thyroxin-bindendes Globulin, α1-Lipoprotein (HDL), β1-Lipoprotein (LDL), Apolipoprotein
- Adhäsionsfaktoren: Fibronectin, Laminin, Vitronectin, Kollagen α1
- Enzyme: Lactat-Dehydrogenase, Alkalische Phosphatase, γ-Glutamyl-Transferase, Alanin-Aminotransferase (ALT/GPT), Aspartat-Aminotransferase (AST/GOT), Carboxypeptidase, Kreatinkinase
- Hormone: Insulin, Glucagon, Corticosteroide, Vasopressin, Triiodthyronin (T3), Thyroxin (T4), Parathormon, Wachstumshormon, Hypophysenhormone (glandotrope Faktoren), Prostaglandine
- Wachstumsfaktoren und Cytokine: Epidermal Growth Factor (EGF), Fibroblast Growth Factor (FGF), Nerve Growth Factor (NGF), Endothelial Cell Growth Factor (ECGF), Platelet-derived Growth Factor (PDGF), Vascular Endothelial Growth Factor (VEGF), Insulin-like Growth Factors (IGFs), Interleukine, Interferone, Transforming Growth Factors (TGFs)
- Fettsäuren und Lipide: Freie und Protein-gebundene Fettsäuren, Triglyceride, Phospholipide, Cholesterin, Ethanolamin, Phosphatidylethanolamin
- Vitamine: Retinol (Vitamin A), Thiamin, Riboflavin, Pyridoxin/Pyridoxalphosphat, Cobalamin, Folsäure, Nicotinsäure/Nicotinamid, Pantothensäure, Biotin, Ascorbinsäure (Vitamin C), α-Tocopherol (Vitamin E),
- Elektrolyte (Salze) und Spurenelemente: Na, K, Ca, Mg, Cl, Hydrogencarbonat, Phosphate, Sulfate, Selen, Eisen, Zink und Cu, Co, Cr, I, F, Mn, Mo, V, Ni, Sn
- Kohlenhydrate: Glucose, Galactose, Fructose, Mannose, Ribose, Intermediärmetabolite der Glykolyse
- Nichtproteinäre Stickstoffverbindungen: Harnstoff, Harnsäure, Purine und Pyrimidine, Polyamine, Kreatinin, Bilirubin, freie Aminosäuren und Peptide

| Inhaltsstoff                     | Durchschnittlicher Gehalt | Streuung    | Probenanzahl |
| -------------------------------- | ------------------------- | ----------- | ------------ |
| Endotoxin                        | 0,356 ng/ml               | 0,008–10,0  | 39           |
| Hämoglobin                       | 11,3 mg/dl                | 2,4–18,1    | 17           |
| Glucose                          | 125 mg/100 ml             | 85–247      | 43           |
| Natrium (Na)                     | 137 meq/l                 | 125–143     | 43           |
| Kalium (K)                       | 11,2 meq/l                | 10,0–14,0   | 43           |
| Chlorid (Cl)                     | 103 meq/l                 | 98–108      | 43           |
| Stickstoff (Blutharnstoff)       | 16 mg/100 ml              | 14–20       | 43           |
| Gesamtprotein                    | 3,8 g/100 ml              | 3,2–7,0     | 43           |
| Albumin                          | 2,3 g/100 ml              | 2,0–3,6     | 43           |
| Calcium (Ca)                     | 13,5 mg/100 ml            | 12,6–14,3   | 43           |
| Anorg. Phosphor                  | 9,8 mg/100 ml             | 4,3–11,4    | 43           |
| Cholesterin                      | 31 mg/100 ml              | 12–63       | 43           |
| Harnsäure                        | 2,9 mg/100 ml             | 1,3–4,1     | 43           |
| Kreatinin                        | 3,1 mg/100 ml             | 1,6–4,3     | 43           |
| Gesamt-Bilirubin                 | 0,4 mg/100 ml             | 0,3–1,1     | 43           |
| Direktes Bilirubin               | 0,2 mg/100 ml             | 0,0–0,5     | 43           |
| Alkalische Phosphatase           | 255 mU/ml                 | 111–352     | 43           |
| Lactatdehydrogenase              | 864 mU/ml                 | 260–1215    | 43           |
| Glutamat-Oxalacetat-Transaminase | 130 mU/ml                 | 20–201      | 43           |
| Selen                            | 0,026 μg/ml               | 0,014–0,038 | 25           |
| Cortison                         | 0,05 μg/100 ml            | <0,1–2,3    | 43           |
| Insulin                          | 10 μU/ml                  | 6–14        | 40           |
| Parathyroid                      | 1718 pg/ml                | 85–6180     | 41           |
| Progesteron                      | 8 ng/100 ml               | <0,3–36     | 42           |
| T3                               | 119 ng/100 ml             | 56–223      | 41           |
| T4                               | 12,1 ng/100 ml            | 7,8–15,6    | 42           |
| Testosteron                      | 40 ng/100 ml              | 21–99       | 42           |
| Prostaglandin E                  | 5,91 ng/ml                | 0,5–30,48   | 37           |
| Prostaglandin F                  | 12,33 ng/ml               | 3,77–42,00  | 38           |
| TSH                              | 1,22 ng/ml                | <0,2–4,5    | 40           |
| FSH                              | 9,5 ng/ml                 | <2–33,8     | 34           |
| Wachstumshormon                  | 39,0 ng/ml                | 18,7–51,6   | 40           |
| Prolaktin                        | 17,6 ng/ml                | 2,00–49,55  | 40           |
| LTH                              | 0,79 ng/ml                | 0,12–1,8    | 38           |
| Vitamin A                        | 9 μg/100 ml               | <1–35       | 16           |
| Vitamin E                        | 0,11 mg/100 ml            | <s0,1–0,42  | 16           |
| pH-Wert                          | 7,40                      | 7,20–7,60   | 40           |

## FKS und GMP
Unter dem Begriff Good Manufacturing Practice (GMP) (deutsch Gute Herstellungspraxis) sind Reinheits- und Qualitätsrichtlinien zusammengefasst, die bei der Herstellung eines Arzneimittels eingehalten werden müssen.
Auch bei der Erzeugung von Zellkulturen für den therapeutischen Einsatz (beispielsweise zum Tissue Engineering oder Stammzelltransplantation) müssen die GMP-Richtlinien beachtet werden. Die Verwendung von Kälberserum ist unter diesen Voraussetzungen aus vielen Gründen nicht möglich. Ein Grund liegt in der Vielzahl unbekannter Proteine, welche zu starken Nebenwirkungen und Allergien bei Patienten führen können.
Des Weiteren kann Kälberserum Verunreinigungen enthalten und Krankheiten (z. B. durch Mykoplasmen) übertragen. Daher sind seit einigen Jahren Bestrebungen im Gange, fetales Kälberserum in den Kulturmedien durch synthetische Stoffe mit definierten Eigenschaften zu ersetzen. Es stehen mittlerweile auch „serumfreie“ Kulturmedien zur Verfügung, die vor allem in der Zelltherapie und Regenerativen Medizin eingesetzt werden.

## Herstellung
Die Vorgehensweise zur Gewinnung der Substanz besteht in der Entnahme der Gebärmutter und des ungeborenen Fötus.
Der Fötus wird aus der Hülle entnommen und abgenabelt. Anschließend wird dem Fötus Blut aus dem Herzen entnommen, welches zur Serumsgewinnung verwendet wird.

## Ersatz von FKS
Forscher an der ETH Zürich arbeiten seit 2005 im Projekt „Serumfrei“ an der Entwicklung eines Ersatzes für FKS. Ziel des Projektes ist es, den Anteil an fetalem Kälberserum in den Zellkulturmedien deutlich zu verringern. Der Ersatz ist eine Mischung aus einzelnen Verbindungen, ist also „chemisch voll definiert“ und entspricht daher dem Qualitätsmerkmal, dass ein Nährmedium standardisiert sein soll. Auch die Kontamination des Nährmediums durch Mykoplasmen lässt sich so verhindern. Ein weiterer Grund für die Entwicklung ist, dass Zellkulturen, die mit FKS hergestellt wurden, als therapeutische Zellen kaum registrierbar sind. Es gibt mittlerweile ein großes Angebot von serum-freien Medien zur Kultivierung von Zelllinien und Stammzellen. Eine weitere Alternative zum fetalen Kälberserum ist das humane Plättchenlysat (HPL), welches aus plättchenreichem Blutplasma gewonnen wird. Neben der Aufbereitung für Forschungszwecke ist es auch in GMP-Qualität erhältlich.

## Kontroverses und Kritik
Die Organisation Ärzte gegen Tierversuche e.V. kritisiert die Verwendung von fetalem Kälberserum, wofür jährlich etwa ein bis zwei Millionen Tiere getötet werden. Andere Medien wie humanes Bluttplättchen-Lysat (hPL) oder synthetisch hergestellte Ersatzseren seien unkompliziert und kostengünstig in der Herstellung. Da diese Medien aus humanem Material hergestellt werden, sind sie für die Kultivierung humaner Zellen besser geeignet, als fetales Kälberserum. Der Umstieg auf Nährmedien ohne fetales Kälberserum sei bisher nicht erfolgt, weil während der Anpassungsphase der Zellkulturen an das neue Nährmedium Wachstumseinbußen entstünden, die für die Labore kurzzeitig Kosten verursachen könnten.